# Nordzucker
Nordzucker est une coopérative sucrière allemande, deuxième plus grand producteur derrière Südzucker.

## Histoire
En 2009, Nordzucker acquiert pour 750 millions d'euros l'entreprise danoise Danisco Sugar, présente au Danemark, en Suède, en Finlande et en Lituanie.
En novembre 2018, Nordzucker est en discussion pour acquérir Mackay Sugar, une entreprise australienne de production de sucre.
En février 2019, Nordzucker annonce l'acquisition de l'entreprise australienne d'une participation de 70 % Mackay Sugar.